# Rally van Monte Carlo 1978
De Rally van Monte Carlo 1978, officieel 46ème Rallye Automobile de Monte Carlo, was de 46ste editie van de Rally van Monte Carlo en de eerste ronde van het Wereldkampioenschap Rally in 1978. Het was de 53ste rally van het FIA Wereldkampioenschap Rally.

## Resultaten en rangschikking
| Top tien klassement | Top tien klassement | Top tien klassement                  | Top tien klassement                | Top tien klassement | Top tien klassement | Top tien klassement | Top tien klassement |
| Pos                 | Nr                  | Rijder Navigator                     | Auto Inschrijving                  | Gr                  | Tijd                | Verschil            | Punten              |
| ------------------- | ------------------- | ------------------------------------ | ---------------------------------- | ------------------- | ------------------- | ------------------- | ------------------- |
| 1                   | 3                   | Jean-Pierre Nicolas Vincent Laverne  | Porsche 911 Jean-Pierre Nicolas    | 4                   | 06:57.03            | 0.00                | -                   |
| 2                   | 19                  | Jean Ragnotti Jean-Marc Andrié       | Renault 5 Alpine Jean Ragnotti     | 2                   | 06:58.55            | + 1.52              | -                   |
| 3                   | 12                  | Guy Fréquelin Jacques Delaval        | Renault 5 Alpine Guy Fréquelin     | 2                   | 06:59.55            | + 2.52              | -                   |
| 4                   | 2                   | Walter Röhrl Christian Geistdörfer   | Fiat 131 Abarth Alitalia Fiat      | 4                   | 07:00.22            | + 3.19              | -                   |
| 5                   | 8                   | Bernard Darniche Alain Mahé          | Fiat 131 Abarth Alitalia Fiat      | 4                   | 07:02.44            | + 5.41              | -                   |
| 6                   | 4                   | Jean-Claude Andruet 'Biche'          | Fiat 131 Abarth Alitalia Fiat      | 4                   | 07:03.23            | + 6.20              | -                   |
| 7                   | 10                  | Michèle Mouton Françoise Conconi     | Lancia Stratos HF Michèle Mouton   | 4                   | 07:05.50            | + 8.47              | -                   |
| 8                   | 4                   | Maurizio Verini Francesco Rossetti   | Fiat 131 Abarth Alitalia Fiat      | 4                   | 07:09.01            | + 11.58             | -                   |
| 9                   | 7                   | Anders Kulläng Bruno Berglund        | Opel Kadett GT/E Anders Kulläng    | 1                   | 07:11.41            | + 14.38             | -                   |
| 10                  | 5                   | Fulvio Bacchelli Arnaldo Bernacchini | Lancia Stratos HF Fulvio Bacchelli | 4                   | 07:11.58            | + 14.55             | -                   |
| Niet aan de finish  |                     |                                      |                                    |                     |                     |                     |                     |
| Pos                 | Nr                  | Rijder Navigator                     | Auto Inschrijving                  | Gr                  | KP                  | Reden               | Punten              |
| NF                  | 1                   | Sandro Munari Piero Sodano           | Lancia Stratos HF Sandro Munari    | 4                   | 4                   | motor               | -                   |
| NF                  | 9                   | Claude Haldi Bernard Sandoz          | Porsche Turbo Claude Haldi         | 4                   | 5                   | koppeling           | -                   |
| NF                  | 14                  | Achim Warmbold Hanno Menne           | Opel Kadett GT/E Achim Warmbold    | 1                   | 5                   | ongeluk             | -                   |
| NF                  | 16                  | Bernard Béguin Willy Huret           | Porsche 911 Bernard Béguin         | 3                   | 9                   | versnellingsbak     | -                   |
| NF                  | 18                  | Lars Carlsson Bob de Jong            | Opel Kadett GT/E Lars Carlsson     | 2                   | 23                  | motor               | -                   |
| NF                  | 21                  | Leo Pittoni Gabriel Albino           | Porsche Turbo Leo Pittoni          | 3                   | 8                   | weg ongeluk         | -                   |
| NF                  | 22                  | Christian Lunel Bernard Rostand      | Porsche 911 Christian Lunel        | 4                   | 6                   | motor               | -                   |
| NF                  | 23                  | Bruno Saby Michel Guégan             | Autobianchi A112 Abarth Bruno Saby | 2                   | 19                  | motor               | -                   |
| NF                  | 25                  | Nicolas Koob Dan Heiderscheid        | Porsche 911 Nicolas Koob           | 4                   | -                   | ongeluk             | -                   |
| NF                  | 28                  | Pierre Pagani Xavier Carlotti        | Autobianchi A112 Abarth Bruno Saby | 2                   | 20                  | ongeluk             | -                   |

#### Statistieken
| Klassementsproeven  | Klassementsproeven |                     | Leiders | Leiders |
| Rijder              | Aantal             | Rijder              | KP      |         |
| Walter Röhrl        | 8                  | Fulvio Bacchelli    | 1       |         |
| Jean-Pierre Nicolas | 6                  | Walter Röhrl        | 2       |         |
| Fulvio Bacchelli    | 4                  | Fulvio Bacchelli    | 3-4     |         |
| Maurizio Verini     | 2                  | Guy Fréquelin       | 5       |         |
| Lars Carlsson       | 1                  | Walter Röhrl        | 6       |         |
| Bernard Darniche    | 1                  | Jean-Pierre Nicolas | 7-29    |         |
| Guy Fréquelin       | 1                  |                     |         |         |
| Anders Kulläng      | 1                  |                     |         |         |
| Jean Ragnotti       | 1                  |                     |         |         |

### Constructeurskampioenschap
| Pos | Constructeur | MON | SWE | KEN | POR | GRE | FIN | CAN | ITA | CIV | FRA | GBR | Pts |
| --- | ------------ | --- | --- | --- | --- | --- | --- | --- | --- | --- | --- | --- | --- |
| 1   | Porsche      | 18  |     |     |     |     |     |     |     |     |     |     | 18  |
| 1   | Renault      | 17  |     |     |     |     |     |     |     |     |     |     | 17  |
| 3   | Fiat         | 14  |     |     |     |     |     |     |     |     |     |     | 14  |
| 4   | Opel         | 10  |     |     |     |     |     |     |     |     |     |     | 10  |
| 5   | Lancia       | 8   |     |     |     |     |     |     |     |     |     |     | 8   |